# Rhysodesmus hamatilis
Rhysodesmus hamatilis är en mångfotingart som beskrevs av Loomis 1966. Rhysodesmus hamatilis ingår i släktet Rhysodesmus och familjen Xystodesmidae. Inga underarter finns listade i Catalogue of Life.